# 2si 215
2si 215 je družina enovaljnih ventilatorsko hlajenih dvotaktnih letalskih motorjev, ki so bili zasnovani za ultralahka letala. V družini so 4 različice: 215D, 215F, 215MF, 215R.
Uporabljajo se na ultralahkih letalih, kot so Advanced Aviation Husky, Birdman Atlas 215 XC, Birdman Atlas 215 3-A, Carlson Sparrow, Eipper Quicksilver, Paup P-Craft, Robertson B1-RD, Rutan Solitaire, Striplin Silver Cloud, Wood Sky Pup.